# BRDC International Trophy 1950
Il BRDC International Trophy 1950 è stata una gara di Formula 1 extra-campionato tenutasi il 26 agosto 1950 sul Circuito di Silverstone, nel Northamptonshire, in Gran Bretagna. La corsa, disputatasi in 2 batterie qualificatorie di 15 giri che davano accesso alla finale di 35 giri, è stata vinta da Giuseppe Farina su Alfa Romeo 158.

## Gara

### Risultati

#### Batterie
(Nota: I piloti in grassetto sono qualificati per la finale)
| Pos | Pilota                     | Vettura     | Giri | Tempo/Ritiro    |
| --- | -------------------------- | ----------- | ---- | --------------- |
| 1   | Nino Farina                | Alfa Romeo  | 15   | 28:53           |
| 2   | Reg Parnell                | Maserati    | 15   | + 29s           |
| 3   | Peter Whitehead            | Ferrari     | 15   | + 31s           |
| 4   | Cuth Harrison              | ERA         | 15   | + 33s           |
| 5   | Philippe Étancelin         | Talbot-Lago | 15   | + 56s           |
| 6   | Pierre Levegh              | Talbot-Lago | 14   | + 1 giro        |
| 7   | Fergus Anderson            | HWM         | 14   | + 1 giro        |
| 8   | Philip Fotheringham-Parker | Maserati    | 14   | + 1 giro        |
| 9   | Colin Murray               | Maserati    | 13   | + 2 giri        |
| NC  | Geoff Richardson           | RRA         | 12   | + 3 giri        |
| Rit | Tony Rolt                  | Delage 15S8 | ?    | Cambio          |
| Rit | Archie Butterworth         | AJB-Steyr   | 1    | Albero a gomiti |

| Pos | Pilota                | Vettura          | Giri | Tempo/Ritiro. |
| --- | --------------------- | ---------------- | ---- | ------------- |
| 1   | Juan Manuel Fangio    | Alfa Romeo       | 15   | 33:53         |
| 2   | Brian Shawe-Taylor    | ERA              | 15   | + 32s         |
| 3   | Bob Gerard            | ERA              | 15   | + 1:27        |
| 4   | David Hampshire       | Maserati         | 14   | + 1 giro      |
| 5   | David Murray          | Maserati         | 14   | + 1 giro      |
| 6   | Gordon Watson         | Alta             | 14   | + 1 giro      |
| 7   | Louis Chiron          | Maserati         | 14   | + 1 giro      |
| 8   | Yves Giraud-Cabantous | Talbot-Lago      | 14   | + 1 giro      |
| 9   | Stirling Moss         | HWM              | 14   | + 1 giro      |
| Rit | Joe Kelly             | Alta GP          | ?    | -             |
| Rit | Alberto Ascari        | Ferrari 125      | 7    | Testa-coda    |
| Rit | Leslie Brooke         | Maserati 4CLT/48 | 6    | Incidente     |
| Rit | Michael Chorlton      | Bugatti T51A     | 4    | Valvole       |
| Rit | Johnny Claes          | Talbot-Lago T26C | 1    | Testa-coda    |
| Rit | Raymond Sommer        | BRM P15          | 1    | Trasmissione  |

#### Finale
| Pos | Nr | Pilota                     | Vettura          | Giri | Tempo/Ritiro.   |
| --- | -- | -------------------------- | ---------------- | ---- | --------------- |
| 1   | 1  | Nino Farina                | Alfa Romeo 158   | 35   | 1:07:17.0       |
| 2   | 2  | Juan Manuel Fangio         | Alfa Romeo 158   | 35   | + 10.4          |
| 3   | 17 | Peter Whitehead            | Ferrari 125      | 35   | + 1'04.4        |
| 4   | 11 | Cuth Harrison              | ERA Tipo B       | 35   | + 1:05.0        |
| 5   | 14 | Brian Shawe-Taylor         | ERA Tipo B       | 34   | + 1 giro        |
| 6   | 18 | Stirling Moss              | HWM-Alta         | 34   | + 1 giro        |
| 7   | 32 | Yves Giraud-Cabantous      | Talbot-Lago T26C | 34   | + 1 giro        |
| 8   | 22 | Louis Chiron               | Maserati 4CLT/48 | 33   | + 2 giri        |
| 9   | 12 | Bob Gerard                 | ERA Tipo B       | 32   | Incidente       |
| 10  | 24 | David Hampshire            | Maserati 4CLT/48 | 32   | + 3 giri        |
| 11  | 33 | Pierre Levegh              | Talbot-Lago T26C | 32   | + 3 giri        |
| 12  | 27 | Philip Fotheringham-Parker | Maserati 6CM     | 32   | + 3 giri        |
| 13  | 15 | Geoff Richardson           | RRA              | 31   | + 4 giri        |
| NC  | 4  | Gordon Watson              | Alta F2          | 30   | + 5 giri        |
| Rit | 19 | Fergus Anderson            | HWM-Alta         | 28   | Cambio          |
| Rit | 29 | Colin Murray               | Maserati 6CM     | 13   | ?               |
| Rit | 25 | Reg Parnell                | Maserati 4CLT/48 | 9    | Motore          |
| Rit | 26 | David Murray               | Maserati 4CLT/48 | 2    | Tubo olio       |
| Rit | 31 | Philippe Étancelin         | Talbot-Lago T26C | 2    | Asse posteriore |

- Giro più veloce: Giuseppe Farina e Juan Manuel Fangio – 1'52.0